# Maccaferri
Maccaferri SpA est un important groupe industriel italien intervenant dans de très nombreux secteurs économiques. L'origine de la société remonte au 3 mai 1879, date à laquelle Raffaele Maccaferri a créé son entreprise Officine Maccaferri SpA pour la fabrication d'éléments en fer forgé. Son fils Gaetano, déposera en 1893 le brevet de conception et réalisation des gabions.
Le premier grand projet de la société remonte à cette même année 1893, lorsque les gabions Maccaferri furent utilisés pour réparer une brèche dans le barrage de Casalecchio di Reno. Les gabions étaient encore des sacs remplis de rochers 

## Histoire de l'entreprise Maccaferri
Le nom de la société trouve son origine au XVIe siècle où "Maccaferri" veut dire, selon une traduction littérale, « Celui qui frappe le fer ». Lorsque le très jeune Giovanni Maccaferri voulut se faire enregistrer auprès de l'association des forgerons, n'étant âgé que de 14 ans, alors que l'âge minimum était de 20 ans, il dut obtenir une dérogation spéciale du Sénat de Bologne afin que son adhésion soit validée le 28 juin 1550.
C'est plus de 325 ans plus tard que l'entreprise actuelle a été créée, le 3 mai 1879, par Raffaele Maccaferri, qui fonde la “Ditta Maccaferri Raffaele, Officina da Fabbro” à Lavinio, dont la spécialité est la production d'articles en fer forgé et tout produit métallique comme les portes, portails, escaliers et garde corps.
En 1893, son fils Gaetano dépose le brevet de son invention, le gabion, simple sac en toile fermé et rempli de morceaux de roche destiné à renforcer les digues et berges des rivières. La petite entreprise artisanale se transforme rapidement en une entreprise industrielle.
Au début des années 1900, Maccaferri commence à industrialiser son produit et de nouvelles usines sont construites à Grenoble et à Naples. Les principales réalisations furent, à cette époque, la protection des berges du Tibre à Rome en 1906 et celles du fleuve Arno en 1908 pour le compte de la Compagnie nationale italienne des chemins de fer FS.
C'est en 1907 que la société connaîtra une nouvelle et encore plus forte expansion avec le brevet déposé du gabion moderne constitué d'une cage rectangulaire en maille de fils d'acier inoxydable. Ce dispositif constructif sera très vite adopté sur tous les plus gros projets de construction lorsqu'il fallait créer un mur de soutènement rapidement, conforter un talus qui menace de s'ébouler, etc.
À partir de 1914 et jusqu'en 1940, l'entreprise va poursuivre une politique de  diversification de ses activités dans de nouveaux secteurs industriels. Au total, en 1940, la société Maccaferri deviendra un groupe comprenant 18 sociétés.
Comme toutes les entreprises industrielles, le groupe italien a souffert durant la Seconde Guerre mondiale et devra reconstruire son potentiel industriel et il faudra attendre 1953 pour que le groupe connaisse une première phase importante de relance de ses activités et une nouvelle croissance avec la commercialisation de nouveaux produits.
L'année 1966 signera la fin du processus de réorganisation avec une forte croissance notamment due au brevet déposé concernant un principe de galvanisation “à haute résistance” dont la société sera la première en Europe à traiter l'ensemble des produits de sa fabrication. Cette même année 1966, Florence va être touchée par des inondations désastreuses qui sont restées dans la mémoire. Les gabions Maccaferri démontreront si besoin était, leur indispensable utilité pour la reconstruction rapide des routes et la réfection des berges du fleuve Arno.
Dès 1969, l'activité s'étend sa présence sur les cinq continents où le groupe, à travers l'ensemble de ses filiales jouit d'une excellente réputation.
Pour faire face à la demande, à partir de 1970, le groupe crée des unités de production au Canada, Etats-Unis et au Brésil.
En 1980, Maccaferri crée un nouveau système pour augmenter la résistance du béton avec l'ajout de fibres métalliques dans le béton, brevet déposé sous la dénomination de béton fibré. C'est grâce à ce procédé que les revêtements béton des tunnels ont été améliorés et sont plus éctanches et que les sols industriels en béton ne se fissurent plus.
L'année 1995 marque une évolution dans la stratégie de développement du groupe avec une approche très ciblée dans le secteur des matériaux géo-synthétiques.
En 2000, le groupe se diversifie dans le domaine des solutions avancées dans les matériaux géo-synthétiques et rachète la société britannique "Linear Composites".
A la fin de cette même année 2000, Maccaferri reprend la société ELAS, concepteur de solutions ad hoc pour la réalisation de tunnels et fabricant d'ancrages de parois, de  systèmes de drainage et d'adjuvants spéciaux pour le béton. Maccaferri développe aussi l'utilisation de béton fibré pour les ouvrages en béton projeté directement sur les parois brutes (spritz béton) mis en œuvre notamment pour la réalisation de certaines LGV en Italie, les principales lignes du Métro de Barcelone et du Métro de Madrid en Espagne et plusieurs conduites forcées d'eau au Canada, États-Unis et Nouvelle Zélande.
À partir de 2005, le groupe Maccaferri va s'illustrer dans la réalisation d'ouvrages destinés à la protection contre les avalanches. Le groupe a participer activement au Projet MOSE pour la sauvegarde de Venise en régulant les crues dans la lagune.
Les systèmes brevetés Maccaferri SpA dans le domaine du génie civil sont utilisés pour les murs de soutènement, la consolidation des sols, la stabilisation des digues, les ouvrages hydrauliques des rivières et des canaux, la protection du littoral, la lutte contre l’érosion, la protection contre les avalanches et la protection contre les chutes de rochers des parois surplombant les routes. La société fournit un support technique aux concepteurs, aux entrepreneurs et aux utilisateurs finaux.
Le groupe Maccaferri SpA dispose de onze usines de production dans ASIAPAC (Chine, Inde, Malaisie et Philippines), dix dans EMEA (Italie, Slovaquie, Royaume-Uni, Turquie, Albanie et Afrique du Sud), trois dans ALENA (États-Unis et Mexique) et 6 en LATAM (Brésil, Costa Rica, Pérou et Bolivie).
Le chiffre d'affaires consolidé du groupe a été de 1.039 millions d'euros en 2017 réparti entre l'Italie (36,6%), l'Europe (14,4%) et le reste du monde (49%). Le groupe dispose de 55 usines dans le monde.
À la fin de 2020, les actions représentant la totalité du capital social d'Officine Maccaferri S.p.A. ont été attribuées à Stellex Capital Holdings Luxembourg S.a r.l., à la suite de la vente aux enchères lancée par le tribunal de Bologne conformément à l'ex art. 163bis de la loi italienne sur la faillite.

## Les principales sociétés rachetées
Les acquisitions clés ont inclus:
- 2006 : Linear Composites Ltd - fabricant britannique de cordes et de sangles en polymère composite,
- 2006 : BMD Texteis Ltda - fabricant brésilien de produits géo-synthétiques utilisés dans la construction, l'automobile et l'agriculture,
- 2009 : Italdreni S.p.A.  - fabricant italien de géo-synthétiques pour l'amélioration du drainage et la protection contre l'érosion,
- 2010 : Elas Geotecnica S.r.L. - fabricant italien de produits utilisés dans l'industrie de l'excavation de tunnels.

### Les coentreprises
- 2014 : Bekaert Maccaferri Underground Solutions - coentreprise mondiale (Chine, Hong Kong, Brésil, Pérou, Argentine, Uruguay et Paraguay) pour fournir des solutions géotechniques souterraines aux constructeurs de tunnels et pour l'exploitation minière,
- 2012 : TeknoMaccaferri - Joint-Venture pour la distribution sur le marché turc de toutes les technologies Maccaferri.

## Structure
La société Maccaferri SpA d'origine (Società Per Azioni) a été enregistrée le 25 mai 1920 sous le numéro 00795700152 au Registre de Commerce de Bologne et son siège social est restée Via J.F. Kennedy, 10 - 40069, Zola Predosa (BO), Italie.

## Les principales interventions dans des grands projets
- Construction de l'aéroport de Gangtok, Etat du Sikkim en Inde,
- Jwaneng-Debswana Mine, Rockfall protection[4]
- Autoroute A1 en Albanie reliant Durrës à la frontière avec le Kosovo - 103 km,
- Autoroute Egnatia Metsovo, Grèce[5]
- LGV Bologne-Milan,